# York (Ontário)
York é um dos 6 distritos da atual cidade canadense de Toronto. Foi uma cidade da província de Ontário até 1998, quando foi fundida com Toronto, outras 3 cidades e um distrito municipal para formar a atual cidade de Toronto.